# Таскомирсай
Таскомирсай (каз. Таскөмірсай) — упразднённое село в Сузакском районе Южно-Казахстанской области Казахстана. Входило в состав Жартытобинского сельского округа. Код КАТО — 515633400. Ликвидировано в 2015 году.

## Население
В 1999 году население села составляло 10 человек (5 мужчин и 5 женщин). По данным переписи 2009 года в селе проживали 23 человека (10 мужчин и 13 женщин).